# El país de Jauja (Brueghel)
El país de Jauja es una pintura de Pieter Brueghel el Viejo, actualmente en la Pinacoteca Antigua de Múnich, Alemania. Se trata de un óleo sobre madera con unas dimensiones de 52 centímetros de alto y 78 de ancho. Fue ejecutada en el año 1567, según puede verse en la parte inferior izquierda MDLXVII BRUEGEL. También puede verse traducido el título como El país de la Cucaña.
Se trata en este cuadro de pequeño formato el tema de El país de Jauja, descrito en el libro de Hans Sachs Schlaraffenland (1530). Schlaraffenland (o Luilekkerland, que en holandés es «tierra de la glotonería»), tierra de riquezas que aparece como destino de La nave de los necios, obra de Brant que ya había inspirado a El Bosco para su Nave de los locos.
Es uno de los temas preferidos de Brueghel, que en esto sigue a El Bosco: la representación de la locura de los hombres, como ya hizo en sus Proverbios flamencos.
Se representa a tres hombres vencidos por la bebida, obesos, posiblemente dormidos, cada uno de ellos vestido de manera diferente, para representar tres clases sociales: un caballero, un campesino y un hombre de letras, estudiante o clérigo, este último tumbado sobre un abrigo de pieles y con un libro a un lado. De esta manera se transmite la idea de que las debilidades y los vicios no entienden de clases.
Su postura radial dota a la pintura de una impresión de rotación. De la boca del caballero gotea la malvasía. El extraño huevo pasado por agua con patas se ha interpretado como una referencia a Satanás, mientras que el cuchillo que tiene dentro sería el sexo masculino. Otro cuchillo o puñal aparece clavado en un cerdo en la parte superior derecha del cuadro, imagen que también aparece en el precedente literario de esta obra y que alude a la gula.